# Pungi

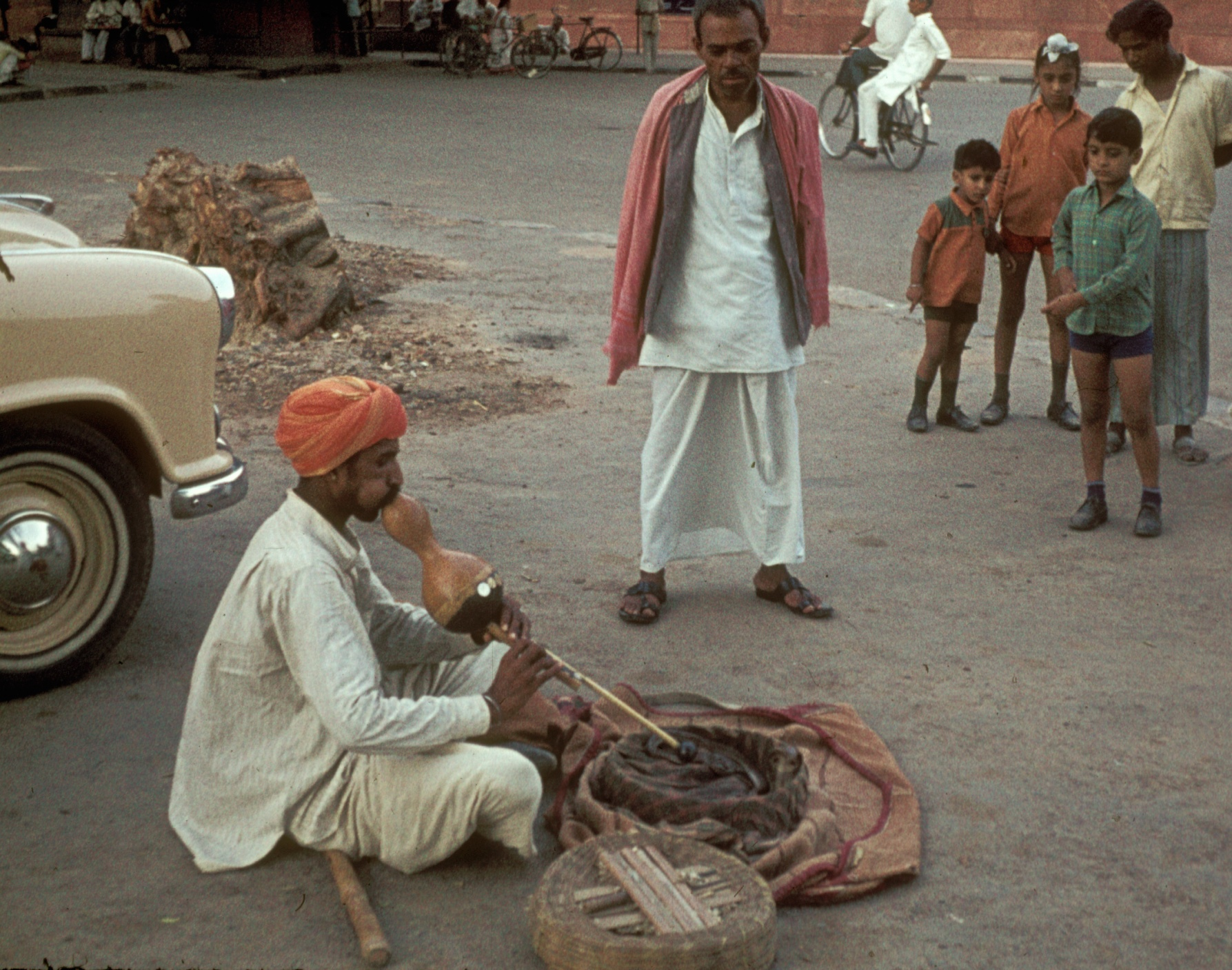
Un hombre tocando el pungi en la calle.

El pungi (hindi: पुंगी), también conocido como el sido (बीन) y murli, es un instrumento de viento tocado por encantadores de serpientes en el subcontinente Indio. El instrumento consiste en un depósito del aire soplado hecho de una calabaza, que canaliza el aire hacia los tubos de lámina. El pungi es tocado sin pausas, con el instrumentista que emplea respiración circular. El pungi se originó en India y es todavía tocado por encantadores en espectáculos callejeros.

## Historia y tradición
El pungi fue originalmente desarrollado como un instrumento de música folclórica india, y es todavía importante para la música y propósitos religiosos en India. El pungi era popular en el Badagutittū aproximadamente hace cincuenta años. Aun así, con anterioridad a este deriva de la música folclórica india y fue utilizado para propósitos religiosos para el encantamiento de serpientes.
Es un típico instrumento folklórico musical,  es tocado principalmente por los encantadores de serpientes en Sindh Pakistán incluyendo Rajasthan. El instrumento está hecho de calabaza. Es también mencionado como instrumento de doble-caña. El murli es tocado por los Jogi o Jogis en las calles de cada ciudad, aldeas, en el desierto de Thar y por entero en el Sindh. Iqbal Jogi Y Jai Carnero Jogi son famosos y expertos músicos en tanir el murli. Mayormente el murli es continuamente tocado, para lo cual el músico se vale de la respiracion basado en su experiencia.

## Descripción
El murli es un típico instrumento musical que no solo es tocado por los encantadores de cobras sino que también es un elemento musical tradicional o folk de los músicos con sus melodías. Está revelado que la música instrumental animada del murli, es significativa para poner a alguien en estado consciente, pero no justo, puesto que atrás se va encantando la culebra. De hecho, el murli es el instrumento musical tocado por los Jogis o encantadores de cobras, cuál necesita una ronda de aire lleno para seguir tañendo el instrumento. La melodía del murli es alto y de tono delgado con un continuo bajo de susurrante sonido y casi de tono rápido para la tonada o melodía.
El pungi está hecho de una cubierta sólida de coco teniendo de cabecera una pieza de bambú. Es particularmente tocado por los encantadores de cobras para incitarlas al baile o movimientos, siendo una práctica mayoritaria en regiones del Terai, Nepal, etc. El murli es un instrumento que tiene dos fracciones: la primera porción está construida de una seca y madura calabaza que constituye un hueco que le otorga un sonido importante, la segunda porción está hecha de canas o tubos dobles que poseen ocho agujeros, pero en algunas regiones del Sindh y Pakistán, tienen un agujero extra. en el tubo recto. Una de las dos canas o tubos es para jugar con el reptil y la segunda para crear melodía.
Las prácticas musicales indias a menudo coinciden con ideales religiosos. Un ejemplo sería la práctica comprensible de mantra de encantación, los cuales pueden ser definidos como sucesión de sílabas (con o sin significar), utilizados para crear una oración o una fuerza sobrenatural a una deidad. El pungi está elaborado para ser como una de las muchas maneras en la cual se pueden comunicar con los dioses a través de sus géneros devocionales.

### Construcción

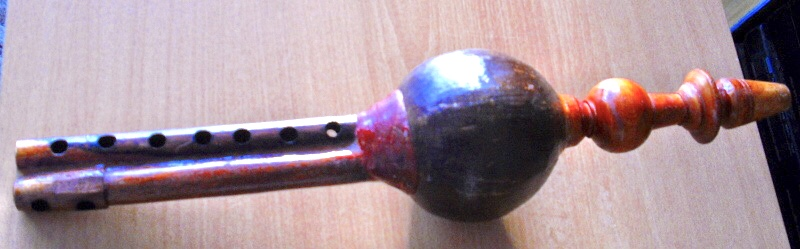
Un pungi o sido.

El pungi es tradicionalmente hecho de una calabaza de mate seca. A menudo, el cuello de la calabaza es tallado por razones estéticas. En el otro extremo, dos (a veces una o tres) cañas o tubos de bambú están conectados. Estos se conocen como jivala. Una de las tuberías tiene 5-9 agujeros y reproduce la melodía; la otra tubería es para zumbidos. El jivala se ajusta a la calabaza con cera de abejas, que se puede ajustar para modificar el tono. El pungi llega a medir entre 30 a 50 cm de longitud.